# デアデビル (映画)
『デアデビル』（Daredevil）は、2003年のアメリカ合衆国のスーパーヒーロー映画。監督はマーク・スティーヴン・ジョンソン、出演はベン・アフレックとジェニファー・ガーナーなど。20世紀フォックス製作。マーベル・コミック刊行の『デアデビル』の映画化。昼は弁護士、夜は正義の復讐者という2つの顔を持つ盲目のスーパーヒーロー「デアデビル」の活躍を描く。

## ストーリー
マットはニューヨーク市マンハッタンのヘルズ・キッチン(地獄の台所)と呼ばれる地域で、父と二人きりで育った。マットの父は、かつては有名なボクサーだったが、廃業し港湾労働者として働いていた。少年時代のマットは成績優秀で、おとなしく勉学に励んでいた。しかし、父がギャングの手先として人を殴る現場を目撃したマットはショックを受けて逃げ出し、港の事故で劇薬を顔に浴び失明した。
五感のうち視覚を失ったマットは、残った他の感覚が飛躍的に発達した。特に、音波で物体の位置を感知する“レーダーセンス”が身についたマットは、盲人用の白杖は使うが、見えているのと変わらずに動くことができた。運動能力も飛躍的に高まり、更に訓練によって超人的なパワーを得るマット。
マットの父であるジョンは改心してボクサーとして復帰した。しかし、ギャングのボスのファロンから八百長で負けるよう指示されるジョン。ファロンの命令は絶対だったが、リングサイドで応援する息子の声に励まされ、ジョンは試合に勝ってしまった。報復としてファロンの手下に殴り殺されるジョン。残された少年マットは、正義と弱者のために戦うことを心に誓った。
成人したマットは、昼は盲目の弁護士として貧しく潔白な弱者を弁護し、夜は法で裁ききれない悪を一掃するスーパーヒーロー“デアデビル”(命知らず)として活動した。格闘技が得意でマットと互角に戦う美女エレクトラと出逢い好意を持ったが、彼女は大富豪の令嬢で、常に護衛が付きまとう女性だった。
マットの父ジョンを殺したフィクスの組織は、後継者のウィルソン・フィスクが率いる大企業に成長していた。ウィルソンは密かに裏社会を支配し、“犯罪王キングピン”と呼ばれる悪党の顔を隠し持っていた。エレクトラの父親ナチオスは、長年キングピンと組んで儲けて来たが、その関係に嫌気が差して手を切ろうとした。その行為を裏切りとみなし、殺し屋のブルズアイ(大当たり)を呼び出すウィルソン。
娼婦リサ殺しの容疑者として、前科者のダンテが逮捕された。無実を訴えるダンテを信じて弁護を引き受けるマット。そんなマットを、エレクトラは父親の豪華なパーティーに招待した。エレクトラとの再会を楽しむマット。だが、父親のナチオスがウィルソンに脅され、エレクトラも共に車で会場を後にした。
帰路でブルズアイに襲われるナチオスとエレクトラ。マットはデアデビルとして救助に向かったが、ブルズアイはデアデビルの武器である杖を使ってナチオスを刺し殺し、エレクトラはデアデビルの犯行と思い込んだ。
殺された娼婦のリサは情報屋だったとマットに教える新聞記者のユーリック。リサは顧客であるキングピンの手先から聞いた情報をユーリックに売っていたのだ。更に、リサの顧客がウィルソンの秘書のウェズリーであることも判明した。謎だった犯罪王キングピンの正体がウィルソンだと知るマット。
デアデビルを仇と憎み、襲いかかるエレクトラ。戦おうとしないデアデビルを得意の格闘技で倒したエレクトラは、仮面を剥いでその正体が愛するマットだと知った。真犯人はブルズアイだと聞き、ブルズアイと戦うエレクトラ。だが彼女はブルズアイに刺され、マットの腕の中で心臓の鼓動が途絶えた。警官隊が到着し、エレクトラを置いて逃げるマットとブルズアイ。
隠れ家の教会に戻ったマットを追って来るブルズアイ。デアデビルとして満身創痍ながらブルズアイを倒したマットは、ウィルソンのもとへ向かった。ウィルソンはデアデビルの正体がマットだと知り、かつてマットの父親を殴り殺したのは自分だと教えて挑発した。死闘の末にウィルソンを倒すが殺さないマット。ウィルソンは犯罪王キングピンとして犯して来た数々の罪によって逮捕・投獄された。
エレクトラの遺体を確認しないまま、ダンテの無罪を証明して裁判を終えるマット。エレクトラに夜景を見せた想い出の屋上に立ち寄ったマットは、彼女の気配を感じて笑顔で振り返った。記者のユーリックはデアデビルの正体に関する記事を書き上げたが、思い直して削除した。

## キャスト
| 役名                               | 俳優                         | 日本語吹き替え |              |
| 役名                               | 俳優                         | ソフト版 | 機内上映版   |
| ---------------------------------- | ---------------------------- | --- | ------------ |
| マット・マードック / デアデビル    | ベン・アフレック             | 小山力也 | 咲野俊介     |
| エレクトラ・ナチオス               | ジェニファー・ガーナー       | 岡寛恵 |              |
| ウィルソン・フィスク / キングピン  | マイケル・クラーク・ダンカン | 大友龍三郎 |              |
| ブルズアイ                         | コリン・ファレル             | 村治学 |              |
| フランクリン・“フォギー”・ネルソン | ジョン・ファヴロー           | 茶風林 |              |
| ベン・ユーリック                   | ジョー・パントリアーノ       | 円谷文彦 |              |
| マット・マードック（少年時代）     | スコット・テッラ             | 小林良也 |              |
| ジャック・マードック               | デヴィッド・キース           | 菅生隆之 |              |
| ウェズリー・オーウェン・ウェルチ   | リーランド・オーサー         | 亀山助清 |              |
| カレン・ペイジ                     | エレン・ポンペオ             | 園崎未恵 |              |
| ニック・マノリス刑事               | レニー・ロフティン           | 牛山茂 |              |
| エヴェレット神父                   | デリック・オコナー           | 永田博丈 |              |
| ニコラス・ナチオス                 | エリック・アヴァリ           | 小林勝彦 |              |
| ホセ・ケサダ                       | ポール・ベン＝ヴィクター     | 立木文彦 |              |
| ファロン                           | マーク・マーゴリス           | 麦人 |              |
| ジャック・カービー                 | ケヴィン・スミス             | |              |
| 新聞読む通行人                     | スタン・リー                 | |              |
| 酔っ払い客                         | デビッド・ドーティー         | 城山堅 |              |
| ダンテ・ジャクソン                 | クーリオ                     | 志村知幸 |              |
| ロバート・マッケンジー巡査         | ジュード・チコレッラ         | 小島敏彦 |              |
| その他                             | N/A                          | 長克巳 堀江真理子 伊藤雄城 北尾亘 中村聡志 上村祐翔 斉藤昌 石井隆夫 古田信幸 矢嶋俊作 河野智之 村竹あおい 柳沢真由美 木村雅史 佐々木健 西前忠久 追加収録キャスト MAI 水落幸子 | 石川ひろあき |

- ソフト版吹き替え - VHS・DVD・BD収録

ディレクターズ・カット版が収録されているDVDとBDも同一キャストによって追加収録されている。

## スタッフ
- 監督・脚本：マーク・スティーヴン・ジョンソン
- 製作：アヴィ・アラッド、ゲイリー・フォスター、アーノン・ミルチャン
- 製作総指揮：バーニー・ウィリアムズ、スタン・リー
- 原作：スタン・リー
- キャラクター：ビル・エヴェレット、スタン・リー
- 原案：フランク・ミラー
- 音楽スーパーバイザー：デイヴ・ジョーダン
- プロダクションデザイン：バリー・チューシッド
- 衣装デザイン：ジェームズ・アチソン
- キャラクターデザイン：フランク・ミラー
- SFX：リズム&ヒューズ
- VFXスーパーバイザー：リッチ・ソーン、リチャード・E・ホーランダー

### 日本語版制作スタッフ
- 演出：中野洋志
- 翻訳：松崎広幸
- 調整：兼子芳博
- 録音：ACスタジオ
- 制作：ACクリエイト

## 作品の評価
Rotten Tomatoesによれば、批評家の一致した見解は「ベン・アフレックは役柄に合っていて、ストーリーもそこそこ面白いが、『デアデビル』は結局のところ、このジャンルに何の新しさももたらさない、退屈で陰鬱な原点回帰の物語である」であり、229件の評論のうち高評価は44%にあたる100件で、平均点は10点満点中5.2点となっている。Metacriticによれば、35件の評論のうち、高評価は5件、賛否混在は23件、低評価は7件で、平均点は100点満点中42点となっている。
第24回ゴールデンラズベリー賞において、ベン・アフレックが本作と『ジーリ』『ペイチェック 消された記憶』の3作品で最低主演男優賞を受賞している。

## トリビア
- デアデビル役のベン・アフレックは当初、ブルズアイ役のオーディションを受けていた。しかし、プロデューサーであるアヴィがデアデビルが適役だと判断した。
- エヴァネッセンスのデビュー・アルバム『フォールン』は、1stシングル「ブリング・ミー・トゥ・ライフ - Bring Me to Life」がこの映画のサントラに収録されたことも手伝い、全世界で大ヒットした。
- 本作のヒロインであるエレクトラが主役のスピンオフ映画『エレクトラ』が2005年に公開された。
- 2005年発表された「ディレクターズ・カット」版には筋書きを補強する部分があり、本来の構想を理解する参考になる。
- 2021年に公開された『スパイダーマン:ノー・ウェイ・ホーム』では、今作でフォギー・ネルソンを演じたジョン・ファヴローが出演。チャーリー・コックス演じるデアデビルと会話をするシーンが撮影された。

## リブート
20世紀フォックスによる本作のリブートが企画されていたものの立ち消えになり、映画化権が2012年10月にマーベル・スタジオに戻った。
2013年4月23日、マーベル・スタジオ社長のケヴィン・ファイギはマーベル・シネマティック・ユニバースでデアデビルが使用可能となったことを明かした。
その数週後、マーベルとディズニーはNetflixと提携して、デアデビルを主役とした実写シリーズの製作を発表。チャーリー・コックスがマシュー・“マット”・マードック / デアデビルを演じ、2015年から3シーズン放送された。